# Athlétisme à l'Universiade d'été de 2007
Navigation
2005 2009
Les épreuves d'athlétisme de l'Universiade d'été 2007 se sont déroulées à Pathum Thani, au nord de Bangkok, en Thaïlande.

## Résultats

### Hommes
| Event | Or                                                                                    | Or                | Argent                                                                       | Argent         | Bronze                                                                           | Bronze         |
| --- | ------------------------------------------------------------------------------------- | ----------------- | ---------------------------------------------------------------------------- | -------------- | -------------------------------------------------------------------------------- | -------------- |
| 100 m | Simeon Williamson Royaume-Uni                                                         | 10 s 22           | Zhang Peimeng Chine                                                          | 10 s 30        | Neville Wright Canada                                                            | 10 s 37        |
| 200 m | Amr Seoud Égypte                                                                      | 20 s 74 PB        | Leigh Julius Afrique du Sud                                                  | 20 s 96        | Tomoya Kamiyama Japon                                                            | 20 s 97        |
| 400 m | Sean Wroe Australie                                                                   | 45 s 49           | Piotr Klimczak Pologne                                                       | 46 s 06 SB     | Dmitry Buryak Russie                                                             | 46 s 22 SB     |
| 800 m | Ehsan Mohajer Shojaei Iran                                                            | 1 min 46 s 04     | Fabiano Peçanha Brésil                                                       | 1 min 46 s 11  | Livio Sciandra Italie                                                            | 1 min 46 s 19  |
| 1500 m | Samir Khadar Algérie                                                                  | 3 min 39 s 62     | Álvaro Rodríguez (en) Espagne                                                | 3 min 39 s 78  | Fabiano Peçanha Brésil                                                           | 3 min 40 s 98  |
| 5000 m | Halil Akkaş Turquie                                                                   | 14 min 08 s 47    | Yuki Matsuoka Japon                                                          | 14 min 09 s 33 | Simon Ayeko Ouganda                                                              | 14 min 10 s 13 |
| 10 000 m | Mohamed Fadil Maroc                                                                   | 30 min 19 s 41 SB | Simon Ayeko Ouganda                                                          | 30 min 22 s 58 | Stephen Mokoka Afrique du Sud                                                    | 30 min 31 s 78 |
| Semi marathon | Mohamed Fadil Maroc                                                                   | 1 h 05 min 49 SB  | Najim El Gady Maroc                                                          | 1 h 06 min 04  | Takashi Toyoda Japon                                                             | 1 h 06 min 30  |
| 3000 m steeple | Halil Akkaş Turquie                                                                   | 8 min 20 s 83 CR  | Barnabas Kirui Kenya                                                         | 8 min 22 s 67  | Ion Luchianov Moldavie                                                           | 8 min 23 s 83  |
| 110 m haies | Serhiy Demidyuk Ukraine                                                               | 13 s 33 PB        | Ji Wei Chine                                                                 | 13 s 57        | Anselmo Gomes da Silva Brésil                                                    | 13 s 58        |
| 400 m haies | Petrus Koekemoer Afrique du Sud                                                       | 49 s 06           | Kurt Couto Mozambique                                                        | 49 s 12 SB     | Javier Culson Porto Rico                                                         | 49 s 35        |
| Saut en hauteur | Aleksandr Shustov Russie                                                              | 2,31 m            | Kyriacos Ioannou Chypre                                                      | 2,26 m         | Oleksandr Nartov Ukraine                                                         | 2,26 m         |
| Saut à la perche | Alexander Straub Allemagne                                                            | 5,60 m            | Leonid Kivalov Russie                                                        | 5,60 m         | Dmitry Starodubtsev Russie                                                       | 5,50 m         |
| Saut en longueur | Robert Crowther Australie                                                             | 8,02 m PB         | Chao Chih-chien Taipei chinois                                               | 7,95 m PB      | Roman Novotny Tchéquie                                                           | 7,88 m         |
| Triple saut | Kim Deok-Hyeon Corée du Sud                                                           | 17,02 m SB        | Viktor Kuznyetsov Ukraine                                                    | 16,94 m SB     | Bo Wu Chine                                                                      | 16,64 m        |
| Lancer du poids | Maxim Sidorov Russie                                                                  | 20,01 m           | Maris Urtans Lettonie                                                        | 19,38 m        | Chang Ming-huang Taipei chinois                                                  | 19,36 m        |
| Lancer du disque | Gerhard Mayer Autriche                                                                | 61,55 m           | Omar Ahmed El Ghazaly Égypte                                                 | 60,89 m        | Märt Israel Estonie                                                              | 60,32 m        |
| Lancer du marteau | Aleksandr Vashchyla Biélorussie                                                       | 76,94 m           | Aliaksandr Kazulka Biélorussie                                               | 74,52 m        | Igor Vinichenko Russie                                                           | 73,94 m        |
| Lancer du javelot | Vadims Vasilevskis Lettonie                                                           | 83,92 m SB        | Igor Janik Pologne                                                           | 82,28 m SB     | Ainārs Kovals Lettonie                                                           | 82,23 m        |
| Décathlon | Jacob Minah Allemagne                                                                 | 8099 pts PB       | Hans Van Alphen Belgique                                                     | 8047 pts PB    | Carlos Chinin Brésil                                                             | 7920 pts       |
| 20 km marche | Chu Yafei Chine                                                                       | 1 h 24 min 37     | Park Chil-Sung Corée du Sud                                                  | 1 h 24 min 42  | Koichiro Morioka Japon                                                           | 1 h 25 min 10  |
| 4 × 100 m | Thaïlande Pirom Autas, Wachara Sondee, Sompote Suwannarangsri, Sittichai Suwonprateep | 39 s 15           | Afrique du Sud Johannes Dreyer, Leigh Julius, Hendrik Kotze, Snyman Prinsloo | 39 s 20        | Chine Wang Xiaoxu, Zhang Peimeng, Du Bing, Yin Hualong                           | 39 s 30        |
| 4 × 400 m | Pologne Witold Bańka, Piotr Klimczak, Piotr Kędzia, Daniel Dąbrowski                  | 3 min 02 s 05     | Australie Dylan Grant, Mark Ormrod, Joel Milburn, Sean Wroe                  | 3 min 02 s 76  | Russie Maxim Alexandrenko, Valentin Kruglyakov, Vladimir Antmanis, Dmitry Buryak | 3 min 05 s 04  |
| Records et Performances - AR : Record continental (area record) - CR : Record des championnats (championship record) - MR : Record du meeting (meet record) - NR : Record national (national record) - OR : Record olympique (olympic record) - PR : Record paralympique (paralympic record) - PB : Record personnel (personal best) - SB : Meilleure performance personnelle de la saison (season's best) - WL : Meilleure performance mondiale de l'année (world leader) - WJR : Record du monde junior (world junior record) - WR : Record du monde (world record) Circonstances et Conditions - DNF : N'a pas terminé (did not finish) - DNS : N'a pas pris le départ (did not start) - DQ : Disqualification (disqualification) - NM : Aucun essai valable enregistré (No Mark) - Q : Qualifié « directement » au prochain tour (ou à la prochaine compétition), lors d'une compétition majeure, grâce au classement ou à la réalisation des minima (automatic qualifier) - q : Qualifié au prochain tour (ou à la prochaine compétition), lors d'une compétition majeure, grâce au repêchage ou à la réalisation de l'une des meilleures performances parmi celles des « non qualifiés directement » (grâce au meilleur temps ou à la meilleure distance par exemple) (secondary qualifier) |                                                                                       |                   |                                                                              |                |                                                                                  |                |

### Femmes
| Event | Or                                                                              | Or                   | Argent                                                                             | Argent            | Bronze                                                                          | Bronze           |
| --- | ------------------------------------------------------------------------------- | -------------------- | ---------------------------------------------------------------------------------- | ----------------- | ------------------------------------------------------------------------------- | ---------------- |
| 100 m | Johanna Manninen Finlande                                                       | 11 s 46              | Olena Chebanu Ukraine                                                              | 11 s 56           | Audra Dagelyte Lituanie                                                         | 11 s 65          |
| 200 m | Iryna Shtangyeyeva Ukraine                                                      | 22 s 95              | Kadi-Ann Thomas Great Britain                                                      | 23 s 28 PB        | Hanna Mariën Belgique                                                           | 23 s 48          |
| 400 m | Olga Tereshkova Kazakhstan                                                      | 51 s 62 PB           | Danijela Grgic Croatie                                                             | 51 s 88 SB        | Ksenia Zadorina Russie                                                          | 51 s 89          |
| 800 m | Yuliya Krevsun Ukraine                                                          | 1 min 57 s 63 WL, PB | Ekaterina Kostetskaya Russie                                                       | 1 min 59 s 52     | Charlotte Best Great Britain                                                    | 2 min 01 s 50 PB |
| 1500 m | Olesya Chumakova Russie                                                         | 4 min 09 s 32        | Tatyana Holovchenko Ukraine                                                        | 4 min 10 s 46     | Sylwia Ejdys Pologne                                                            | 4 min 11 s 51    |
| 5000 m | Jessica Augusto Portugal                                                        | 15 min 28 s 78 CR    | Tatyana Holovchenko Ukraine                                                        | 15 min 40 s 56    | Elizaveta Grechishnikova Russie                                                 | 15 min 50 s 58   |
| 10 000 m | Ksenia Agafonova Russie                                                         | 32 min 20 s 94       | Ryoko Kizaki Japon                                                                 | 32 min 55 s 11 PB | Jo Pun-Hui Corée du Nord                                                        | 33 min 20 s 55   |
| Semi marathon | Kim Kum-Ok Corée du Nord                                                        | 1:12 min 31          | Kei Terada Japon                                                                   | 1:12 min 37       | Jong Yong-Ok Corée du Nord                                                      | 1:13 min 56      |
| 3000 m steeple | Dobrinka Shalamanova Bulgarie                                                   | 9 min 45 s 04        | Valentyna Gorpynych Ukraine                                                        | 9 min 45 s 55     | Türkan Erişmiş Turquie                                                          | 9 min 46 s 12 PB |
| 100 m haies | Yauheniya Valadzko Biélorussie                                                  | 13 s 03 PB           | Nevin Yanit Turquie                                                                | 13 s 07           | Yevgeniya Shigur Ukraine                                                        | 13 s 08          |
| 400 m haies | Tatyana Azarova Kazakhstan                                                      | 55 s 52              | Anastasiya Rabchenyuk Ukraine                                                      | 55 s 98           | Jonna Tilgner Allemagne                                                         | 56 s 27 SB       |
| Saut en hauteur | Marina Aitova Kazakhstan                                                        | 1,92 m               | Ariane Friedrich Allemagne                                                         | 1,90 m            | Anna Ustinova Kazakhstan                                                        | 1,90 m           |
| Saut à la perche | Aleksandra Kiryashova Russie                                                    | 4,40 m               | Kristina Gadschiew Allemagne                                                       | 4,40 m            | Nicole Büchler Suisse                                                           | 4,35 m PB        |
| Saut en longueur | Olga Rypakova Kazakhstan                                                        | 6,85 m SB            | Yelena Sokolova Russie                                                             | 6,61 m            | Styliani Pilatou Grèce                                                          | 6,52 m           |
| Triple saut | Olha Saladukha Ukraine                                                          | 14,79 m PB           | Dana Velďáková Slovaquie                                                           | 14,41 m PB        | Yarianna Martínez Cuba                                                          | 14,25 m          |
| Lancer du poids | Irina Tarasova Russie                                                           | 17,46 m              | Yuliya Leantsiuk Biélorussie                                                       | 17,20 m           | Magdalena Sobieszek Pologne                                                     | 16,88 m          |
| Lancer du disque | Yarelis Barrios Cuba                                                            | 61,36 m              | Dani Samuels Australie                                                             | 60,47 m SB        | Dragana Tomaševic Serbie                                                        | 56,82 m          |
| Lancer du marteau | Darya Pchelnik Biélorussie                                                      | 68,74 m              | Eileen O'Keeffe Irlande                                                            | 68,46 m           | Lenka Ledvinova République tchèque                                              | 66,41 m          |
| Lancer du javelot | Buoban Pamang Thaïlande                                                         | 61,40 m NR           | Monica Stoian Roumanie                                                             | 61,19 m PB        | Urszula Jasińska Pologne                                                        | 60,63 m          |
| Heptathlon | Viktorija Zemaityte Lituanie                                                    | 5971 pts             | Sara Aerts Belgique                                                                | 5904 pts          | Hanna Melnychenko Ukraine                                                       | 5852 pts         |
| 20 km marche | Jiang Qiuyan Chine                                                              | 1 h 35 min 22        | Lidia Mongelli Italie                                                              | 1 h 37 min 23     | Sniazhana Yurchanka Russie                                                      | 1 h 37 min 26    |
| 4 × 100 m | Finlande Heidi Hannula, Sari Keskitalo, Ilona Ranta, Johanna Manninen           | 43 s 48              | Thaïlande Sangwan Jaksunin, Orranut Klomdee, Jutamas Tawoncharoen, Nongnuch Sanrat | 43 s 92 SB        | Ukraine Olena Chebanu, Galyna Tonkovyd, Iryna Shtangyeyeva, Iryna Shepetyuk     | 43 s 99          |
| 4 × 400 m | Ukraine Nataliya Pyhyda, Antonina Yefremova, Olha Zavhorodnya, Oksana Shcherbak | 3 min 29 s 59        | Russie Olga Shulikova, Elena Voinova, Anastasia Kochetove, Ksenia Zadorina         | 3 min 30 s 49     | Great Britain Kelly Massey, Laura Finucane, Kadi-Ann Thomas, Faye Marie Harding | 3 min 33 s 70    |
| Records et Performances - AR : Record continental (area record) - CR : Record des championnats (championship record) - MR : Record du meeting (meet record) - NR : Record national (national record) - OR : Record olympique (olympic record) - PR : Record paralympique (paralympic record) - PB : Record personnel (personal best) - SB : Meilleure performance personnelle de la saison (season's best) - WL : Meilleure performance mondiale de l'année (world leader) - WJR : Record du monde junior (world junior record) - WR : Record du monde (world record) Circonstances et Conditions - DNF : N'a pas terminé (did not finish) - DNS : N'a pas pris le départ (did not start) - DQ : Disqualification (disqualification) - NM : Aucun essai valable enregistré (No Mark) - Q : Qualifié « directement » au prochain tour (ou à la prochaine compétition), lors d'une compétition majeure, grâce au classement ou à la réalisation des minima (automatic qualifier) - q : Qualifié au prochain tour (ou à la prochaine compétition), lors d'une compétition majeure, grâce au repêchage ou à la réalisation de l'une des meilleures performances parmi celles des « non qualifiés directement » (grâce au meilleur temps ou à la meilleure distance par exemple) (secondary qualifier) |                                                                                 |                      |                                                                                    |                   |                                                                                 |                  |

## Tableau des médailles
| Rang | Nation             | Or | Argent | Bronze | Total |
| ---- | ------------------ | -- | ------ | ------ | ----- |
| 1    | Russie             | 6  | 4      | 7      | 17    |
| 2    | Ukraine            | 5  | 6      | 4      | 15    |
| 3    | Kazakhstan         | 4  | 0      | 1      | 5     |
| 4    | Biélorussie        | 3  | 2      | 0      | 5     |
| 5    | Chine              | 2  | 2      | 2      | 6     |
| 6    | Allemagne          | 2  | 2      | 1      | 5     |
| 7    | Australie          | 2  | 2      | 0      | 4     |
| 8    | Turquie            | 2  | 1      | 1      | 4     |
| 9    | Maroc              | 2  | 1      | 0      | 3     |
| 9    | Thaïlande          | 2  | 1      | 0      | 3     |
| 11   | Finlande           | 2  | 0      | 0      | 2     |
| 12   | Pologne            | 1  | 2      | 3      | 6     |
| 13   | Afrique du Sud     | 1  | 2      | 1      | 4     |
| 14   | Great Britain      | 1  | 1      | 2      | 4     |
| 15   | Lettonie           | 1  | 1      | 1      | 3     |
| 16   | Égypte             | 1  | 1      | 0      | 2     |
| 16   | Corée du Sud       | 1  | 1      | 0      | 2     |
| 18   | Corée du Nord      | 1  | 0      | 2      | 3     |
| 19   | Cuba               | 1  | 0      | 1      | 2     |
| 19   | Lituanie           | 1  | 0      | 1      | 2     |
| 21   | Algérie            | 1  | 0      | 0      | 1     |
| 21   | Autriche           | 1  | 0      | 0      | 1     |
| 21   | Bulgarie           | 1  | 0      | 0      | 1     |
| 21   | Iran               | 1  | 0      | 0      | 1     |
| 21   | Portugal           | 1  | 0      | 0      | 1     |
| 26   | Japon              | 0  | 3      | 3      | 6     |
| 27   | Belgique           | 0  | 2      | 1      | 3     |
| 28   | Brésil             | 0  | 1      | 3      | 4     |
| 29   | Ouganda            | 0  | 1      | 1      | 2     |
| 29   | Taïpei chinois     | 0  | 1      | 1      | 2     |
| 29   | Italie             | 0  | 1      | 1      | 2     |
| 32   | Croatie            | 0  | 1      | 0      | 1     |
| 32   | Chypre             | 0  | 1      | 0      | 1     |
| 32   | Irlande            | 0  | 1      | 0      | 1     |
| 32   | Kenya              | 0  | 1      | 0      | 1     |
| 32   | Mozambique         | 0  | 1      | 0      | 1     |
| 32   | Roumanie           | 0  | 1      | 0      | 1     |
| 32   | Slovaquie          | 0  | 1      | 0      | 1     |
| 32   | Espagne            | 0  | 1      | 0      | 1     |
| 40   | République tchèque | 0  | 0      | 2      | 2     |
| 41   | Canada             | 0  | 0      | 1      | 1     |
| 41   | Estonie            | 0  | 0      | 1      | 1     |
| 41   | Grèce              | 0  | 0      | 1      | 1     |
| 41   | Moldova            | 0  | 0      | 1      | 1     |
| 41   | Porto Rico         | 0  | 0      | 1      | 1     |
| 41   | Serbie             | 0  | 0      | 1      | 1     |
| 41   | Suisse             | 0  | 0      | 1      | 1     |
|      | Total              | 46 | 46     | 46     | 138   |